# بیمارستان معرفی‌زاده شادگان
بیمارستان معرفی زاده واقع در استان خوزستان، شهرستان شادگان بیمارستانی است درمانی و وابسته به دانشگاه علوم پزشکی آبادان با ۱۲۵ تخت ثابت که در سال ۱۳۷۱ خورشیدی تأسیس گردید.
هم اکنون این بیمارستان دارای بخش‌های داخلی، جراحی عمومی، جراحی زنان و زایمان، کودکان، CCU، دیالیز، اورژانس، ICU و دیگر واحدهای پاراکلینیکی و درمانگاهی می‌باشد.